# Міа Ізабелла
Міхаель Левель Девіс (нар. 30 липня 1985, Чикаго), відомий як Міа Ізабелла (англ. Mia Isabella) — колишня американська трансгендерна порноакторка.

## Життєпис
Має французькі, пуерториканські й ямайські корені. Народився і виріс в Чикаго, штат Іллінойс, більшу частину дитинства провів у Теннессі, в підлітковому віці повернувся в Чикаго. Закінчив середню школу в 16 років, навчався в Чиказькому університеті мистецтв і володів дизайнерським бутиком. У 20 років вступає в шлюб, що тривав чотири роки.
Увійшла в порніндустрію в 2005 році у 19 років. Зробила перерву в зйомках у 21 рік, повернувшись у 23 років. У 22 років перенесла операцію фемінізації обличчя. Також пройшла другу операцію зі збільшення грудей. 
У січні 2014 року остаточно пішла з порноіндустрії.

## В масовій культурі
Озвучила персонажку «Повія 1» у грі Grand Theft Auto V.

## Нагороди та номінації
| Рік  | Премія           | Номінація                    | Фільм            | Результат |
| ---- | ---------------- | ---------------------------- | ---------------- | --------- |
| 2010 | Urban X Award    | Best Ethnic Transsexual Site | Mia-Isabella.com | Номінація |
| 2011 | AVN Awar         | Best Alternative Web Site    | Mia-Isabella.com | Номінація |
| 2011 | AVN Awar         | Транссексуальна акторка року |                  | Номінація |
| 2011 | Urban X Award    | Транссексуальна акторка року |                  | Перемога  |
| 2011 | XBIZ Award       | Транссексуальна акторка року |                  | Перемога  |
| 2012 | AVN Awar         | Best Alternative Web Site    | Mia-Isabella.com | Номінація |
| 2012 | AVN Awar         | Транссексуальна акторка року |                  | Номінація |
| 2012 | NightMoves Award | Транссексуальна акторка року |                  | Перемога  |
| 2012 | XBIZ Award       | Транссексуальна акторка року |                  | Номінація |
| 2012 | XBIZ Award       | Транссексуальний сайт року   | Mia-Isabella.com | Номінація |
| 2013 | XBIZ Award       | Транссексуальний сайт року   | Mia-Isabella.com | Номінація |
| 2014 | XBIZ Award       | Транссексуальний сайт року   | Mia-Isabella.com | Номінація |